# Женское монашество в семьях монархов России

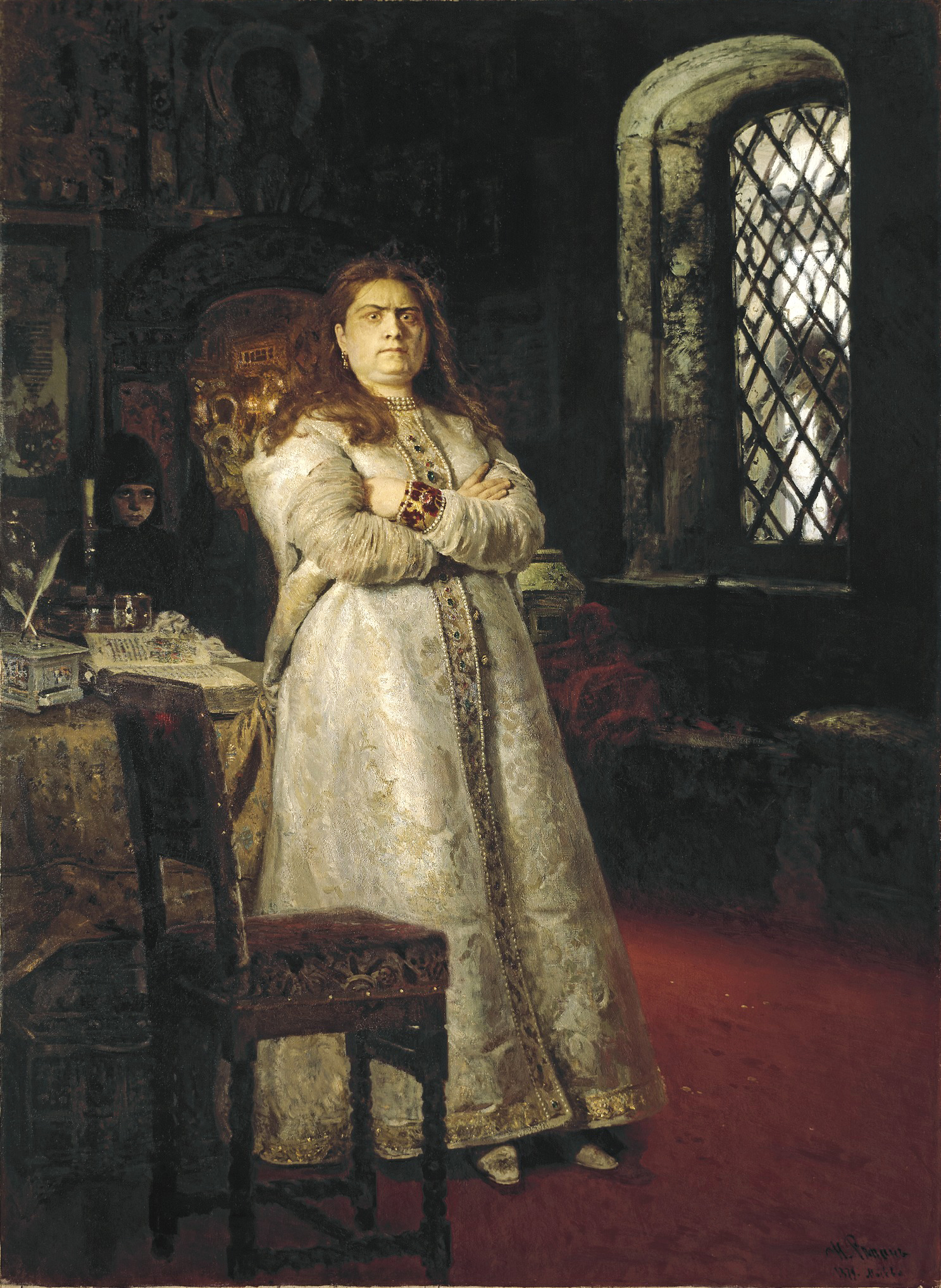
Илья Репин. Царевна Софья Алексеевна через год после заключения её в Новодевичьем монастыре, во время казни стрельцов и пытки всей её прислуги в 1698 году (1879)

Женское монашество в семьях монархов России (т. н. «царственные насельницы», «царственные инокини») было широко распространено у различных правящих династий (Рюриковичи, Годуновы, Шуйские, Романовы) со Средневековья до конца петровского времени, и в меньшей степени в Российской империи. Это явление происходило в силу давних православных традиций на Руси, так и как один из самых удобных способов семейной и политической саморегуляции.

## Характеристика
В монастырь уходили все: незамужние женщины (княжны, царевны), жены (великие княгини московские, царицы) и вдовы (великие княгини московские, царицы, великие княгини из рода Романовых и одна княжна императорской крови).
Существовало несколько основных причин для ухода женщин в монастырь. Во-первых, уйти в монастырь после кончины мужа было очень уважаемым и приветствуемым поступком (все три случая в Новейшее время в доме Романовых также связаны с этой традицией). Царственные монахини проживали либо на территории московского Кремля (Вознесенский монастырь), либо более независимо, подальше (Новодевичий монастырь). Во-вторых, до конца Средневековья существовала традиция предсмертного пострига (пожить в таком случае в монастыре «инокиня» вряд ли успевала, хотя имя все-таки меняла). В-третьих, в монахини обычно уходили «старые девы», однако, хотя в царской семье подобных царевен было много, они предпочитали оставаться незамужними и вести мирскую жизнь в теремах (закрытость которых мало отличалась от монастырской), но при этом не постригаться.
Однако помимо этих добровольных решений по уходу в монашество, более часты были случаи насильственного пострига, как решения династических и политических проблем. Поскольку в православии удобной системы развода не существовало (см. Развод в Древней Руси), муж ссылал жену в монастырь, если хотел взять новую (см. Жёны Ивана Грозного и др.). Кроме того, девушек, в частности сестёр Петра I, постригали насильно, чтобы убрать их с политической арены и сослать на принудительное жительство из столицы под надзор. Помимо упомянутых выше обителей, монастырями для более дальних ссылок были Горицкий Воскресенский монастырь и Покровский монастырь (Суздаль), а также Успенский монастырь (Александров).
Пребывание женщин правящей династии в какой-либо обители обычно способствовало росту её экономического процветания — так как они обычно переселялись в монастырь со своим двором и слугами, владели собственными вотчинами, с которых получали доходы, для них строились новые здания. Кроме того, например, «появление в Новодевичьем монастыре царственных особ неизбежно привело к замене строгого общежительного устава, завещанного первой игуменией, преподобной Еленой на особножительный — приспособленный к обиходу высокородных монахинь». Также это увеличивало количество ценных произведений искусства в избранном монастыре. Многие из царственных насельниц занимались вышивкой, заказывали или сами создавали рукописи с иллюстрациями, иконы.
Захоронения подобных женщин часто сохранялись, что впоследствии дает обильный материал археологам и историкам.

## Монахини
| Титул                      | Имя                                           | Имя в постриге                                           | Илл. | Династия   | Год рожд.  | Год смерти         | Родство с великим князем, царем                                | Причина пострига                                                                                      | Дата пострига   | Место пострига                                    | Места насель- ничества | Могила                                                                                         |
| -------------------------- | --------------------------------------------- | -------------------------------------------------------- | ---- | ---------- | ---------- | ------------------ | -------------------------------------------------------------- | --- | --------------- | ------------------------------------------------- | --- | ---------------------------------------------------------------------------------------------- |
| Великие княгини московские |                                               |                                                          |      |            |            |                    |                                                                | |                 |                                                   | |                                                                                                |
| Великая княгиня            | Елена                                         | Соломонида                                               | —    | Рюриковичи | ?          | 1331               | Иван I Калита, жена                                            | предсмертный                                                                                          | 1331            |                                                   | | Собор Спаса на Бору (утрачена)                                                                 |
| Великая княгиня            | Анастасия Гедиминовна ?                       | надгробие утрачено, имя в постриге установить невозможно | —    | Рюриковичи | ?          | 1345               | Симеон Гордый, жена                                            | предсмертный ?                                                                                        | 1345            |                                                   | | Собор Спаса на Бору (утрачена)                                                                 |
| Великая княгиня            | Святая благоверная Мария Александровна        | Фотинья                                                  | —    | Рюриковичи | ?          | 1399               | Симеон Гордый, жена                                            | постриг после смерти мужа                                                                             |                 |                                                   | | Собор Спаса на Бору (утрачена)                                                                 |
| Великая княгиня            | Александра Ивановна                           | Евдокия                                                  | —    | Рюриковичи | ?          | 1364               | Иван II Красный, жена                                          | предсмертный                                                                                          |                 |                                                   | | Собор Спаса на Бору (утрачена)                                                                 |
| Великая княгиня            | Святая благоверная Евдокия Дмитриевна         | Святая благоверная Евфросиния Московская                 |      | Рюриковичи | 1353       | 1407               | Дмитрий Донской, жена                                          | предсмертный                                                                                          | 1407            | Вознесенский монастырь (Москва)                   | Вознесенский монастырь (Москва) | Вознесенский монастырь (Москва)                                                                |
| Великая княгиня            | Софья Витовтовна                              | София                                                    |      | Рюриковичи | 1371       | 1453               | Василий I Дмитриевич, жена                                     | постриг после смерти мужа (?)                                                                         | ?               | ?                                                 | ? | Вознесенский монастырь (Москва)                                                                |
| Великая княгиня            | Мария Ярославна                               | Марфа                                                    | —    | Рюриковичи | 1418 (ок.) | 1484               | Василий II Тёмный, жена                                        | постриг после смерти мужа                                                                             | 1482            | ?                                                 | ? | Вознесенский монастырь (Москва)                                                                |
| Княжна                     | неизвестно                                    | Инокиня Александра                                       |      | Рюриковичи |            | 1525               | Иван III, дочь (?)                                             | |                 |                                                   | Покровский монастырь (Суздаль) | Покровский монастырь (Суздаль)                                                                 |
| Великая княгиня            | Святая благоверная Соломония Юрьевна Сабурова | Святая преподобная София Суздальская                     |      | Рюриковичи | 1490 (ок.) | 1542               | Василий III, жена                                              | развод (насильный постриг)                                                                            | 1525, 25 ноября | Богородице-Рождественский монастырь (Москва)      | Богородице-Рождественский монастырь (Москва), Покровский монастырь (Суздаль)                                                                                        | Покровский монастырь (Суздаль)                                                                 |
| Семья Ивана Грозного       |                                               |                                                          |      |            |            |                    |                                                                | |                 |                                                   | |                                                                                                |
| Княгиня                    | Ефросинья Старицкая                           | св. прпмц. Евдокия                                       |      | Рюриковичи | ?          | 1569               | Андрей Старицкий (дядя Ивана IV), жена                         | насильный постриг, обвинена Царем Иоанном Грозным «в неправде»                                        | 1563            | Афанасьевский монастырь (Москва)                  | Горицкий Воскресенский монастырь | Горицкий Воскресенский монастырь                                                               |
| Княгиня                    | Евдокия Нагая                                 | Евпраксия                                                | —    | Рюриковичи | ?          | 1597               | Андрей Старицкий (двоюродный брат Ивана IV), жена              | ? | 1555            | Покровский монастырь (Суздаль)                    | Покровский монастырь (Суздаль) | Покровский монастырь (Суздаль)                                                                 |
| Княгиня                    | Иулиания Палецкая                             | св. прпмц. Александра                                    |      | Рюриковичи | ?          | 1569               | Юрий Углицкий (брат Ивана IV), жена                            | постриг после смерти мужа                                                                             | 1564            | Новодевичий монастырь                             | Горицкий Воскресенский монастырь | Горицкий Воскресенский монастырь                                                               |
| Царица                     | Анна Ивановна Колтовская                      | Дария                                                    | —    | Рюриковичи | ?          | 1626               | Иван Грозный, 4-я жена                                         | развод (насильный постриг)                                                                            | 1575            | Покровский монастырь (Суздаль) (предположительно) | Тихвинский монастырь, Горицкий Воскресенский монастырь |                                                                                                |
| царица                     | Анна Васильчикова                             | Дария                                                    | —    | Рюриковичи | ?          | 1576               | Иван Грозный, жена (непризнана церковью, возможно, невенчанна) | насильный постриг                                                                                     | ?               | Покровский монастырь (Суздаль)                    | Покровский монастырь (Суздаль) | Покровский монастырь (Суздаль)                                                                 |
| Царевна                    | Евдокия Богдановна Сабурова                   | Александра                                               | —    | Рюриковичи | ?          | 1614 или 1619/1620 | Иван Иванович (сын Ивана IV), жена                             | развод (насильный постриг)                                                                            | 1572            | ?                                                 | Покровский монастырь (Суздаль) | Покровский монастырь (Суздаль)                                                                 |
| Царевна                    | Феодосия Михайловна Соловая                   | Параскева                                                | —    | Рюриковичи | ?          | 1621               | Иван Иванович (сын Ивана IV), жена                             | развод (насильный постриг)                                                                            | 1579            | Белоозеро                                         | Покровский монастырь (Суздаль), Горицкий Воскресенский монастырь | изначально в суздальском Покровском монастыре, с 1626 года в московском Вознесенском монастыре |
| Царевна                    | Елена Ивановна Шереметева                     | Леонида                                                  | —    | Рюриковичи | ?          | ?                  | Иван Иванович (сын Ивана IV), жена                             | постриг после смерти мужа                                                                             | 1579            | Новодевичий монастырь                             | Новодевичий монастырь |                                                                                                |
| царица                     | Мария Фёдоровна Нагая                         | Марфа                                                    | —    | Рюриковичи | ?          | 1612 (ок.)         | Иван Грозный, жена (непризнана церковью)                       | «за недосмотрение за сыном и за убийство невинных Битяговских с товарищи»                             | 1591            | Николовыксинская пустынь                          | Горицкий Воскресенский монастырь |                                                                                                |
| Смутное время              |                                               |                                                          |      |            |            |                    |                                                                | |                 |                                                   | |                                                                                                |
| Королева ливонская         | Мария Старицкая                               | Марфа                                                    |      | Рюриковичи | 1560 (ок.) | 1597/1617          | Владимир Старицкий (двоюродный брат царя Ивана IV), дочь       | насильный постриг (династические соображения)                                                         | 1588            | Подсосенский монастырь                            | Подсосенский монастырь, Троице-Сергиева лавра, Новодевичий монастырь                                                                                                | Троице-Сергиева лавра                                                                          |
| великая государыня         | Ксения Ивановна Романова, урожд. Шестова      | Марфа                                                    |      | Романовы   | ?          | 1631               | Михаил Федорович, мать                                         | насильный постриг Борисом Годуновым вместе с мужем Федором Никитьичем Романовым (политическая борьба) | 1600            |                                                   | Вознесенский монастырь (Москва) | Новоспасский монастырь                                                                         |
| Царица                     | Ирина Фёдоровна Годунова                      | Александра                                               |      | Рюриковичи | 1557       | 1603               | Фёдор I Иоаннович, жена                                        | постриг после смерти мужа                                                                             | 1598, январь    | Новодевичий монастырь                             | | Вознесенский монастырь (Москва), В 1929—1931 гг перенесена в Архангельский собор               |
| Царевна                    | Ксения Борисовна Годунова                     | Ольга                                                    | —    | Годуновы   | 1582       | 1622               | Борис Годунов, дочь                                            | насильный постриг Лжедмитрием                                                                         | 1606            | Кирилло-Белозерский монастырь                     | Кирилло-Белозерский монастырь, Горицкий Воскресенский монастырь, Успенский Княгинин монастырь, Подсосенский монастырь, Троице-Сергиева лавра, Новодевичий монастырь | Троице-Сергиева лавра                                                                          |
| Царица                     | Мария Петровна Буйносова-Ростовская           | Елена                                                    | —    | Шуйские    | ?          | 1626               | Василий IV Шуйский, жена                                       | насильный постриг после свержения мужа                                                                | 1610            |                                                   | Ивановский монастырь | Покровский монастырь (Суздаль)                                                                 |
| Первые Романовы            |                                               |                                                          |      |            |            |                    |                                                                | |                 |                                                   | |                                                                                                |
| Царевна                    | Анна Михайловна                               | Анфиса                                                   | —    | Романовы   | 1630       | 1692               | Михаил Федорович, дочь                                         | предсмертный                                                                                          | 1692            | Вознесенский монастырь (Москва)                   | Вознесенский монастырь (Москва) | Вознесенский монастырь (Москва)                                                                |
| Семья Петра I              |                                               |                                                          |      |            |            |                    |                                                                | |                 |                                                   | |                                                                                                |
| Царевна                    | Софья Алексеевна                              | Сусанна                                                  |      | Романовы   | 1657       | 1704               | Пётр I, единокровная сестра                                    | насильный постриг (свержение регента)                                                                 | 1689, сентябрь  |                                                   | Новодевичий монастырь | Новодевичий монастырь                                                                          |
| Царица                     | Евдокия Фёдоровна Лопухина                    | Елена                                                    |      | Романовы   | 1669       | 1731               | Пётр I, жена                                                   | развод (насильный постриг)                                                                            | 1698/1699       | Покровский монастырь (Суздаль)                    | Покровский монастырь (Суздаль), Ладожский Успенский монастырь, /Шлиссельбург/, Вознесенский монастырь (Москва), Новодевичий монастырь (Москва)                      | Новодевичий монастырь (Москва)                                                                 |
| Царевна                    | Марфа Алексеевна                              | св. Маргарита (неканонизированная местночтимая святая)   |      | Романовы   | 1652       | 1707               | Пётр I, единокровная сестра                                    | насильный постриг (за сочувствие царевне Софье)                                                       | 1698            | Успенский монастырь (Александров)                 | Успенский монастырь (Александров) | Успенский монастырь (Александров)                                                              |
| Царевна                    | Феодосия Алексеевна                           | Сусанна                                                  | —    | Романовы   | 1662       | 1713               | Пётр I, единокровная сестра                                    | ? | 1698            |                                                   | | Успенский монастырь (Александров)                                                              |
| Императорская фамилия      |                                               |                                                          |      |            |            |                    |                                                                | |                 |                                                   | |                                                                                                |
| Великая княгиня            | Александра Петровна                           | св. преп. Анастасия                                      |      | Романовы   | 1838       | 1900               | Николай Николаевич Старший (сын Николая I), жена               | постриг после смерти мужа                                                                             | 1891            | Покровская община                                 | Покровский монастырь (Киев) | Покровский монастырь (Киев)                                                                    |
| Великая княгиня            | Святая Елизавета Федоровна                    | Святая преподобномученица Елисавета                      |      | Романовы   | 1864       | 1918               | Сергей Александрович (сын Александра II), жена                 | постриг после смерти мужа                                                                             |                 |                                                   | Марфо-Мариинская обитель | Церковь Святой Марии Магдалины (Гефсимания)                                                    |
| В эмиграции                |                                               |                                                          |      |            |            |                    |                                                                | |                 |                                                   | |                                                                                                |
| Княжна императорской крови | Татьяна Константиновна                        | Тамара                                                   |      | Романовы   | 1890       | 1979               | Николай I, правнучка                                           | постриг после смерти мужа и прочих жизненных неурядиц                                                 | 1946            | Женева                                            | Вознесенский монастырь (Елеонская гора) |                                                                                                |

## Монастыри
Основные:
- Вознесенский монастырь (Москва, Кремль)
- Новодевичий монастырь (Москва)
- Горицкий Воскресенский монастырь
- Покровский монастырь (Суздаль)

Прочие:
- Богородице-Рождественский монастырь (Москва)
- Тихвинский монастырь
- Подсосенский монастырь
- Троице-Сергиева лавра
- Кирилло-Белозерский монастырь
- Успенский Княгинин монастырь
- Ивановский монастырь
- Ладожский Успенский монастырь
- Успенский монастырь (Александров)
- Покровский монастырь (Киев)
- Марфо-Мариинская обитель
- Вознесенский монастырь (Елеонская гора)